# 월어

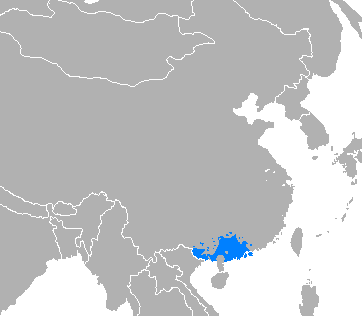
월어의 분포 지역

웨어(중국어 정체자: 粵語, 간체자: 粤语, 월병: Jyut6jyu5, 시드니 라우: Yuet6yue5 윗위[*], 한어 병음: Yuèyǔ 웨위[*], 영어: Yue 유에이/유웨이[*]) 또는 월어는 중국티베트어족 중국어파에 속하는 언어로, 광둥성의 중부 및 남서부, 광시좡족자치구 동남부에서 주로 사용된다.
월어를 대표하는 방언으로는 광저우 방언을 기반으로 한 광동어가 있다. 광둥어(廣東話, Cantonese)는 월어의 표준어와 같은 지위를 가지기 때문에 방언 전체를 가리키는 용어로써 쓰이기도 한다. 광서평화(廣西平話)는 월어의 방언의 일종으로 포함되기도 하고, 별개의 대등한 방언으로 보아지기도 한다. 이민족에 의해 한족들이 지속적으로 화남지역으로 이동하여 정착하였기 때문에 월어에는 고대, 중세 한어(漢語) 발음이 많이 남아있으며 반대로 화북 지역의 발음은 급격히 변화하였다.

## 지리적 분포
월어는 중국 남부의 광둥성과 광시좡족자치구에서 사용되며, 이 지역은 주강 삼각주에 위치한 광저우시의 문화적, 경제적 영향력 하에 오랫동안 있었다. 홍콩과 마카오에서도 사용되는 광둥어는 월어군의 대표적인 언어이다.
광저우의 영향력은 주강 수계를 따라 서쪽으로 퍼져나갔다. 예를 들어, 광시의 우저우시(광저우에서 약 190km 상류)의 언어는 지형적으로 광저우와 더 가깝지만 구릉 지형으로 분리된 해안 지역의 언어들보다 광저우 언어와 더 유사하다. 이러한 해안 언어 중 하나인 타이산어는 해외 커뮤니티에서 가장 흔히 사용되는 월어군 언어이다.
월어는 광둥성에서 가장 널리 사용되는 지역 언어이다. 원어민은 광둥성 인구의 약 절반(47%)을 차지한다. 나머지 절반은 객가어와 민어군 언어들(주로 조선어이지만 학로어와 레이저우어도 포함) 사용자들이 균등하게 나눠 사용한다.
월어는 또한 광시좡족자치구에서 가장 널리 퍼진 한어로, 한족 인구의 절반 이상이 사용한다. 나머지 절반은 서남관화, 객가어, 평화어가 거의 균등하게 분포되어 있으며, 상당한 규모의 상어를 사용하는 인구와 소수의 민남어 사용자도 있다. 월어는 광시 전체 인구의 35%가 사용하며, 좡어와 함께 이 지역의 두 대표 언어 중 하나이다.
2004년 기준으로 중국 내 월어 사용자의 60%는 광둥성에, 28.3%는 광시좡족자치구에, 11.6%는 홍콩에 거주했다.

## 같이 보기
- 광둥어
- 중국어의 방언
- 광저우